# A. P. Møller-Mærsk

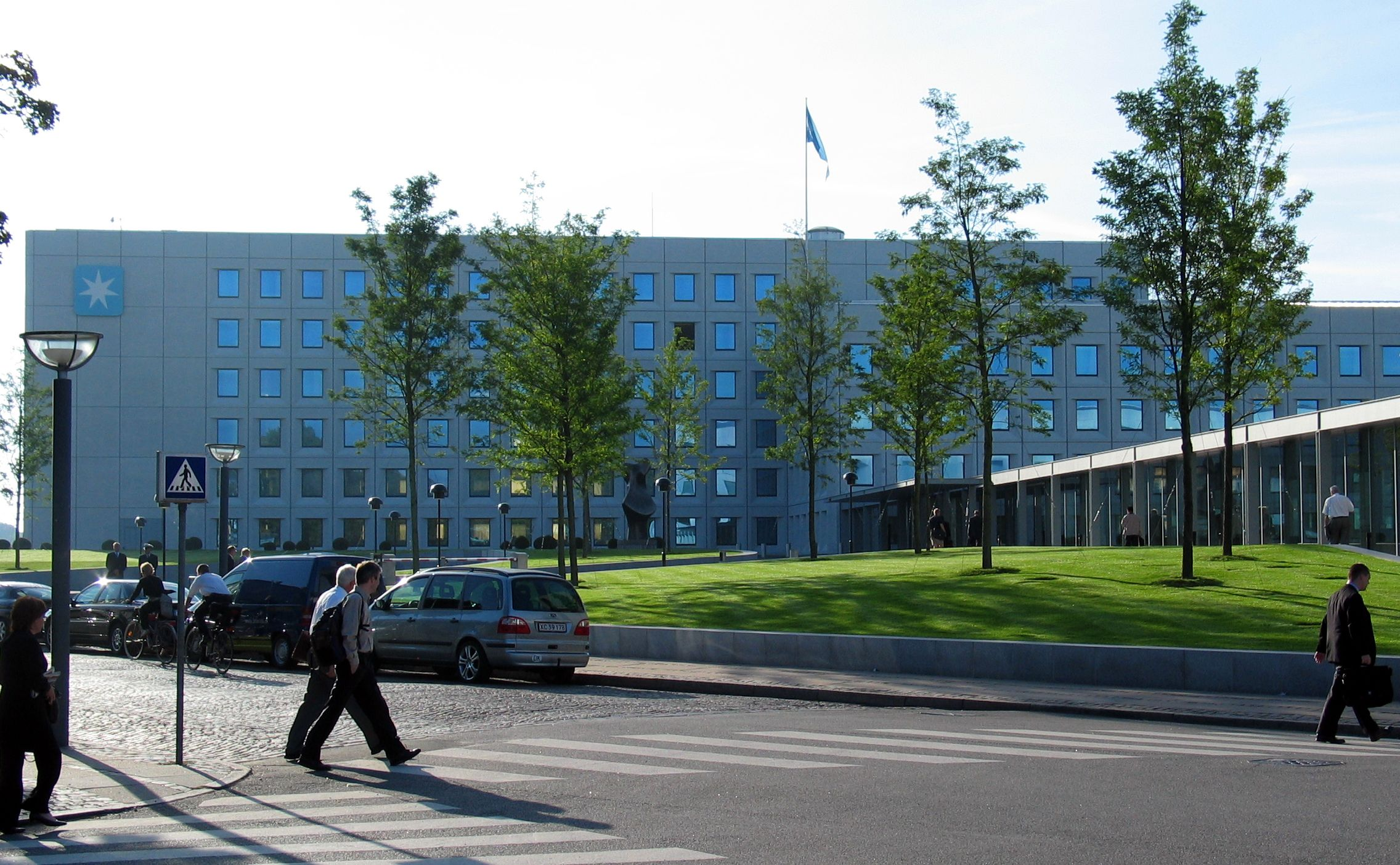
Zentrale von Mærsk in Kopenhagen

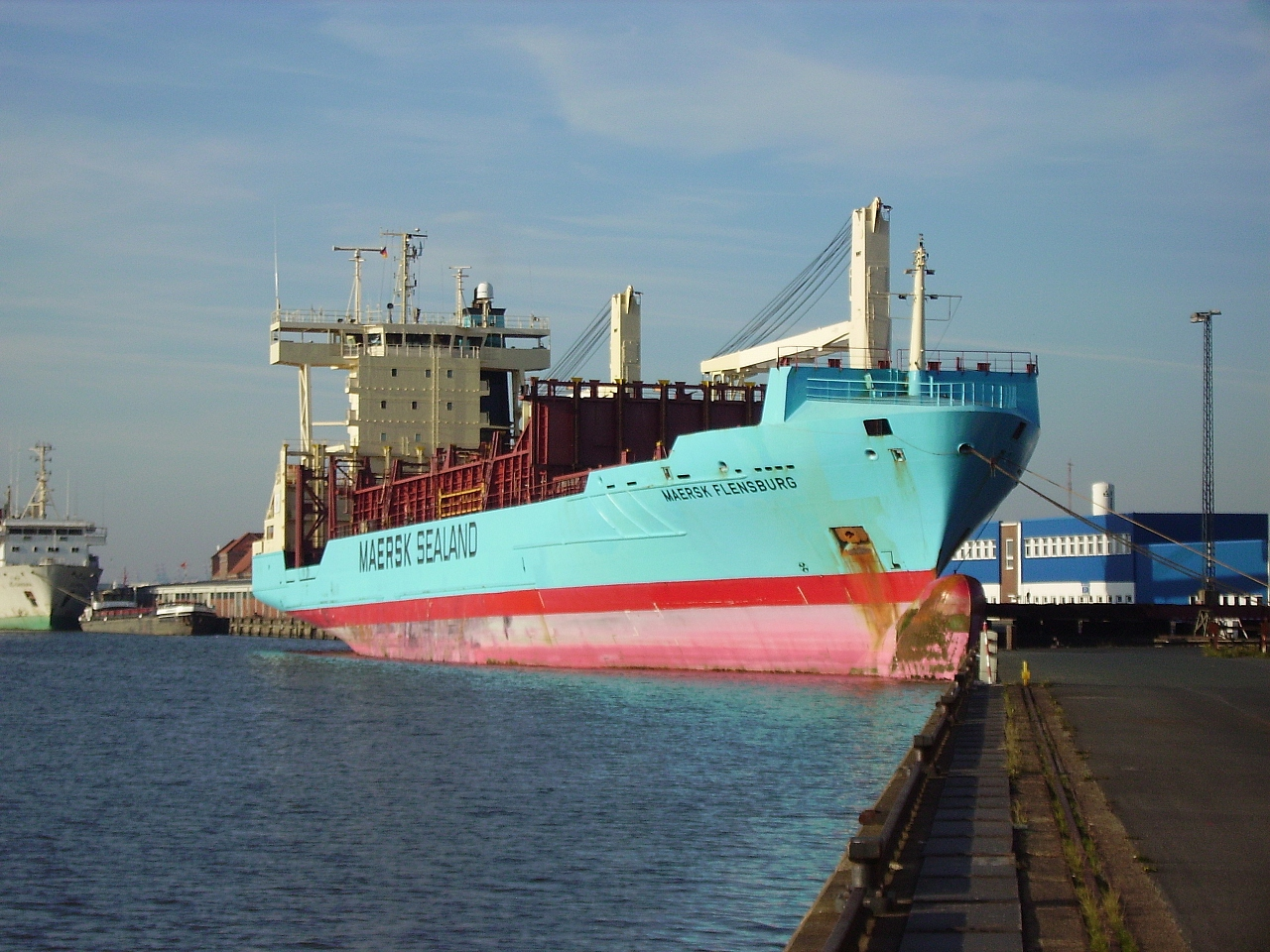
Die Mærsk Flensburg

A. P. Moller-Maersk Group (dänisch A. P. Møller-Mærsk Gruppen), auch bekannt als Maersk (dänisch Mærsk), ist eine dänische Unternehmensgruppe. A. P. Møller-Mærsk ist in verschiedenen Geschäftsbereichen aktiv, vor allem in den Bereichen Logistik und Transport. Von 1996 bis 2022 war das Unternehmen die größte Containerschiff-Reederei der Welt.
A. P. Møller-Mærsk hat den Hauptsitz in der dänischen Hauptstadt Kopenhagen und Tochterunternehmen sowie Niederlassungen in über 130 Ländern. Der Konzern beschäftigt etwa 100.000 Mitarbeiter.

## Geschichte
Das Unternehmen wurde am 16. April 1904 als A/S Dampskibsselskabet Svendborg (Dampfschiffgesellschaft Svendborg) von Kapitän Peter Mærsk Møller und seinem Sohn Arnold Peter Møller gegründet. Sie kauften ein Schiff aus zweiter Hand zum Betrieb ihres Unternehmens. Acht Jahre später gründete A. P. Møller am 22. August 1912 das Unternehmen Dampskibsselskabet af 1912 A/S, weil er darin allein Entscheidungen treffen wollte. Diese bilanztechnische Zweiteilung des Unternehmens wurde bis zur Fusion 2003 zur A.P. Møller-Mærsk A/S aufrechterhalten.
1917/1918 wurde die Lindøværft errichtet. 1928 wurde mit sechs Schiffen der erste Liniendienst (Mærsk Line) der Reederei eingerichtet. Er verband die Ostküste und Westküste der USA mit Japan und Shanghai. Im selben Jahr begannen auch die Tankeraktivitäten der Firma.
1962 erhielt Mærsk die Konzession für Öl- und Gasbohrungen sowie die Ausbeutung der Vorkommen in dänischen Hoheitsgebieten (siehe auch Dansk Undergrunds Consortium). 1964 begann das Unternehmen seine Einzelhandelsaktivitäten mit Gründung der Dansk Supermarked AS. Nach dem Tod seines Vaters Arnold Peter Møller im Juni 1965 übernahm Mærsk Mc-Kinney Møller die Leitung der in Familienbesitz befindlichen Reederei und führte sie aktiv bis 1993 als Chief Executive Officer (CEO) und anschließend bis 2003 als Chairman.
1969 wurde in Dänemark die Luftfahrtgesellschaft Mærsk Air gegründet, die 2005 an eine isländische Fondsgesellschaft verkauft wurde.
Nachdem das Unternehmen im Oktober 1963 mit der Tobias Mærsk das erste Semicontainerschiff erhalten hatte, übernahm die Mærsk Line im Januar 1974 mit der Svendborg Mærsk das erste Vollcontainerschiff. Mærsk Line ist seit 1993, nach Übernahme der Ben-EAC Line, die größte Containerschiffsreederei der Welt.
Im Januar 1998 erwarb das Unternehmen die Volkswerft Stralsund und im November 1999 Sea-Land Corporation, den Begründer des Containerverkehrs. Das Unternehmen wurde anschließend unter dem Namen Mærsk Sealand geführt. Des Weiteren wurden 1999 die südafrikanische Reederei Safmarine und 2002 die dänische Reederei Torm A/S sowie die niederländische Smit-Wijsmüller Bergungsreederei übernommen.

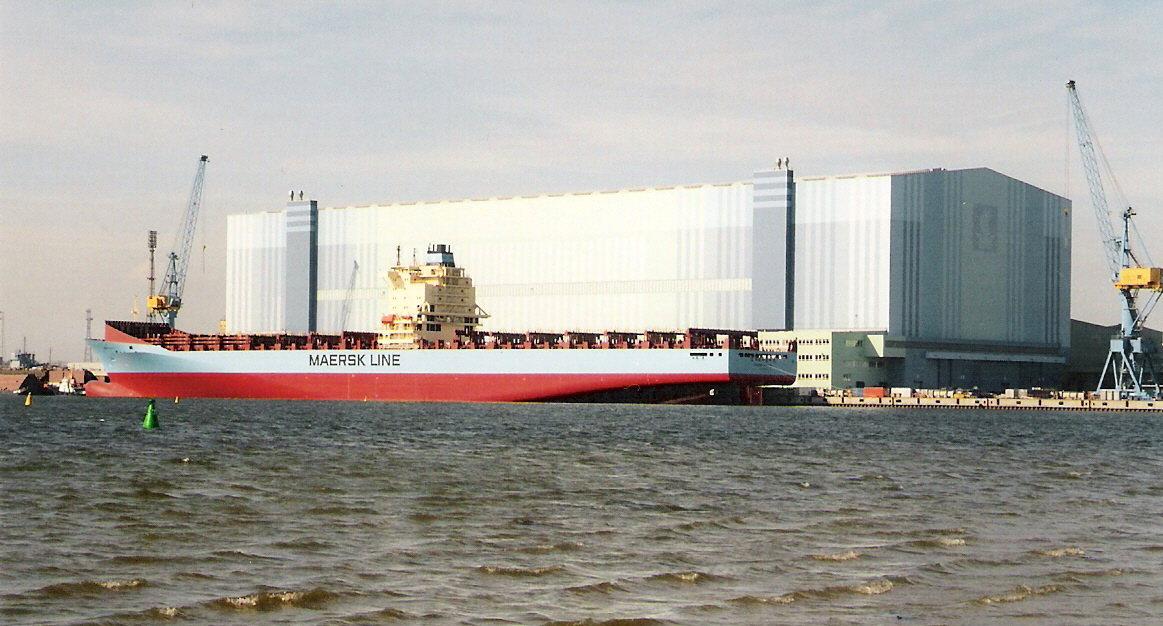
Die Mærsk Boston im März 2006 vor der Volkswerft

Am 11. Mai 2005 wurde bekannt gegeben, Mærsk Sealand wolle die drittgrößte Containerreederei Royal P&O Nedlloyd NV mit Sitz in Rotterdam (Niederlande) für 2,3 Milliarden Euro kaufen. Im August 2005 wurde die Übernahme durch die Aktionäre beschlossen. Seit Februar 2006 ist P&O Nedlloyd völlig integriert, der Name nur noch Geschichte. Auch Mærsk Sealand firmiert seitdem wieder unter dem bis 1999 gebräuchlichen Namen Mærsk Line. Das Unternehmen hat dadurch seine Marktstellung (Platz 1 weltweit) weiter ausgebaut. Knapp 15 Prozent der Containertransportkapazität per Schiff weltweit stellt Mærsk Line zur Verfügung; der nächstgrößte Mitbewerber MSC (Platz 2) besaß 2013 eine Kapazität von gut 13 %.
Unter dem Namen Norfolk Line bietet Maersk (nach Übernahme dieser Linie) seit 1985 zahlreiche Frachtfährverbindungen von Holland und Frankreich nach England an, ab dem Jahr 1996 auch für Pkw und Passagiere. 2005 wurde die zwischen England und Irland operierende Norse Merchant Ferries von Norfolk Line übernommen.
Die Flotte besteht aus über 250 Schiffen mit über 12 Millionen Registertonnen. Überwiegend sind Containerschiffe und Tanker im Einsatz. Das Flaggschiff der Maersk-Reederei ist die nach dem langjährigen Geschäftsführer Arnold Mærsk Mc-Kinney Møller benannte Mærsk Mc-Kinney Møller. Im Jahr 2008 setzte A.P. Møller-Mærsk 326,78 Milliarden Dänische Kronen (umgerechnet etwa 44 Milliarden Euro) um. Weltweit hatte der Konzern 110.000 Beschäftigte. Die Reederei allein beschäftigte im März 2006 ca. 34.000 Personen.
Die Schiffswerft in Stralsund wurde zum Ende Juli 2007 an die Bremer Hegemann-Gruppe verkauft; laut dem Aufsichtsratsvorsitzenden der Volkswerft habe A.P. Møller-Mærsk „den Verkauf eingeleitet, weil die kulturellen und sprachlichen Hürden zwischen Dänemark und Stralsund zu groß gewesen seien. Die erhofften Synergieeffekte seien zu schwach ausgefallen.“
2009, als es eine Weltwirtschaftskrise gab, schrieb Maersk erstmals in seiner Geschichte rote Zahlen. 2010 verbuchte Maersk einen Gewinn von über 5 Milliarden US-Dollar. 2011 wurde ein Nettogewinn von 3,4 Milliarden US-Dollar verbucht und 2012 4 Milliarden US-Dollar.
Im Frühjahr 2011 bestellte Maersk bei der Schiffsbautochter des südkoreanischen Daewoo-Konzerns zehn 18.000-TEU-Schiffe der Triple-E-Klasse. Sie sind 400 Meter lang und 60 Meter breit. Das Auftragsvolumen betrug 1,9 Mrd. US-Dollar. Eine Option auf zehn weitere Schiffe wurde im Juni 2011 eingelöst (Triple-E-Klasse#Zweite Generation). Eine bis Februar 2012 gültige Option auf den Bau weiterer zehn Schiffe wurde nicht wahrgenommen.
Im Dezember 2013 wurde bekannt, Mærsk wolle ab Frühjahr 2014 mit den beiden Konkurrenten Mediterranean Shipping Company (MSC) und CMA CGM auf den Routen nach Asien eng kooperieren. Die Wettbewerbsbehörde der USA (FTC) genehmigte sie, China verweigerte die Genehmigung.
Die Oetker-Gruppe kündigte im Dezember 2016 an, ihre Reederei Hamburg Süd an Mærsk zu verkaufen. Seit dem 1. Dezember 2017 ist Maersk ihr Eigentümer.
Im Dezember 2021 vereinbarte Mærsk die Übernahme  des in Hongkong ansässigen Kontraktlogistikunternehmens LF Logistics (rund 10.000 Mitarbeiter, 223 Lagerhäuser und Fulfilmentzentren in 14 Ländern mit zusammen 2,7 Millionen Quadratmetern Fläche, Umsatz im Jahr 2020 rund 1,3 Milliarden US-Dollar) für 3,6 Milliarden US-Dollar. Bisherige Eigentümer waren Li & Fung (78,3 %) und die staatliche singapurische Temasek Holdings (21,7 %).
Im Zuge des russischen Überfalls auf die Ukraine wurde am 13. April 2022 bekannt, dass Maersk die Beziehungen zu Russland vollständig abbricht. Derzeit gehört jeder dritte Container in Russland Maersk. Laut Alphaliner ist Maersk einer von vier Betreibern (Maersk, MSC, CMA CGM und COSCO), die 58 % des russischen Schifffahrtsmarktes kontrollieren.
Am 31. August 2022 wurde vom Bremer Senat bekannt gegeben, dass im Fischereihafen in Bremerhaven ein Logistik Campus für die AP Moeller Maersk zum Betrieb und zur Lagerung von Gütern aller Art begleitet von entsprechenden Dienstleistungs- und Verwaltungsarbeiten errichtet werden soll.
Im November 2023 kündigte Maersk bei der Veröffentlichung der Quartalszahlen an, mehr als 10.000 Stellen zu streichen, was etwa 9 % der Belegschaft entspricht. Als Gründe nannte das Unternehmen die rückläufige Konjunktur und die sinkende Nachfrage im Containerverkehr.
Im Januar 2024 wurde mit der „Ane Maersk“ das erste mit Methanol betriebene Frachtschiff aus einer Flotte von insgesamt 18 bestellten Schiffen des Unternehmens eingeweiht.

## Unternehmensbestandteile
- Container und verwandte Aktivitäten
  - Mærsk Line
    - Royal P&O Nedlloyd (seit 2006 vollständig eingegliedert)
    - Damco (seit Ende 2018 Teil von Maersk Line)[17]

  - Maersk Logistics
  - APM Terminals
    - Panama Canal Railway

  - Mærsk Container Industry
  - Safmarine
  - Hamburg Süd

- Transport & Offshore
  - Mærsk Tankers
  - Mærsk Contractors
  - Mærsk Supply Service
  - Svitzer Salvage; seit Mai 2015 zusammen mit Titan Salvage als Ardent[18]

- weitere Geschäftsfelder
  - Mærsk Fluid Technology
  - Maersk Drilling[19] mit der  Maersk Guardian, einer Bohrinsel, die als Hotelplattform umgebaut wurde.[20] Seit 2016 wurde sie in verschiedenen Bereichen im dänischen Teil der Nordsee als Unterkunftsplattform[21] eingesetzt.

- verkaufte / geschlossene Aktivitäten
  - Mærsk Air (verkauft 2005)
  - Norfolkline (verkauft an die DFDS-Gruppe, Übergang am 13. Juli 2010)[22]
  - Rosti (2010 verkauft an Nordstjernan)[23]
  - ERS Railways (2013 an Freightliner verkauft)
  - Energiesparte verkauft (August 2017, anerkannt 8. März 2018) an TotalEnergies
  - Salling Group, Einzelhandel, 1964 bis 2017

- Werften
  - Volkswerft Stralsund (Ende Juli 2007 verkauft an die Hegemann-Gruppe)
  - Odense Staalskibsværft (geschlossen)
    - Baltijos Laivo Statykla – Tochtergesellschaft (Anteil: 98,5 %)

## Beteiligungen
- Danske Bank – 20-%-Beteiligung[24]